# Hejnsvig (plaats)
Hejnsvig is een plaats in de Deense regio Zuid-Denemarken, gemeente Billund. De plaats telt 1053 inwoners (2008).